# Syrphophagus similis
Syrphophagus similis är en stekelart som först beskrevs av Prinsloo 1981.  Syrphophagus similis ingår i släktet Syrphophagus och familjen sköldlussteklar. Inga underarter finns listade i Catalogue of Life.